# Chemsex

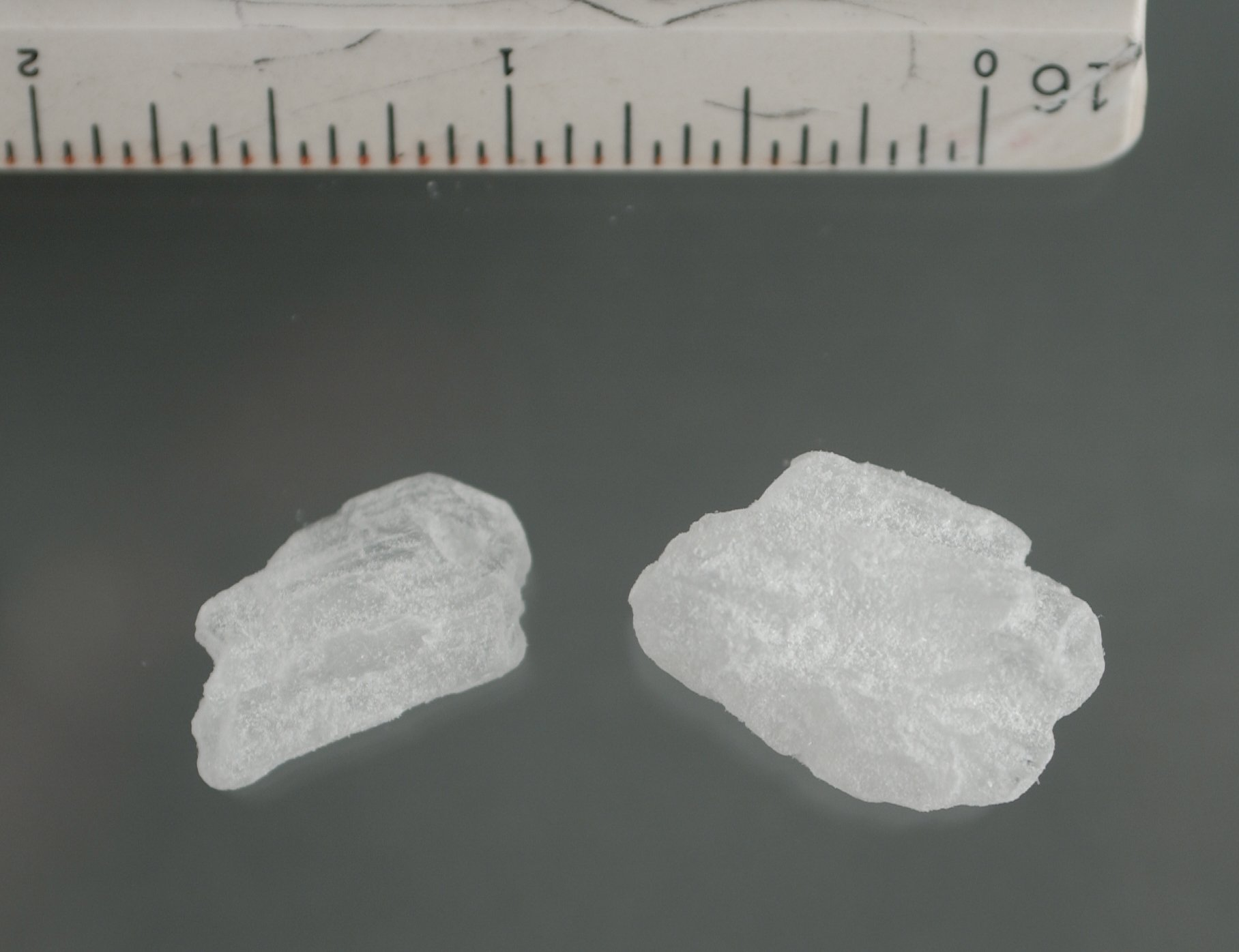
La metanfetamina es la droga más asociada con el chemsex.

El chemsex (adaptado al español como sexdopaje) es el consumo de drogas para facilitar o intensificar la actividad sexual. Sociológicamente, se refiere a una subcultura de usuarios con el uso de drogas recreativas que participan en actividades sexuales de alto riesgo bajo la influencia de drogas dentro de los subgrupos. Esto puede incluir poco uso de condones durante sesiones con múltiples parejas sexuales que pueden continuar durante días. A está práctica también se le conoce como Party and Play (PnP) en Norteamérica y wired play en Australia. 
La droga más típicamente usada para esta práctica es la metanfetamina, conocida también como crystal meth, tina o T, pero también se consumen otras drogas, como mefedrona, GHB, GBL y nitritos de alquilo (conocidos como poppers). El slamsex está asociado con usuarios que se inyectan las drogas.
Algunos estudios han encontrado que las personas que participan en tales fiestas sexuales tienen una mayor probabilidad de contraer infecciones de transmisión sexual, incluido el VIH/SIDA, al tener relaciones sexuales anales sin protección con un gran número de parejas sexuales. Por esta razón, se considera «una prioridad de salud pública».

## Terminología
La práctica es apodada party 'n' play ('fiesta y juego', abreviado PnP o PNP) por algunos participantes. Otros se refieren a él como High 'n' Horny ('drogado y caliente', abreviado HnH). Un estudio académico llama a la práctica «uso de drogas sexualizadas» o SDU, por sus siglas en inglés.
El término PnP es comúnmente usado por hombres homosexuales y otros hombres que tienen sexo con hombres (HSH) en Norteamérica y Australia, mientras que el término chemsex está más asociado con la escena homosexual en Europa.

## Participantes y drogas

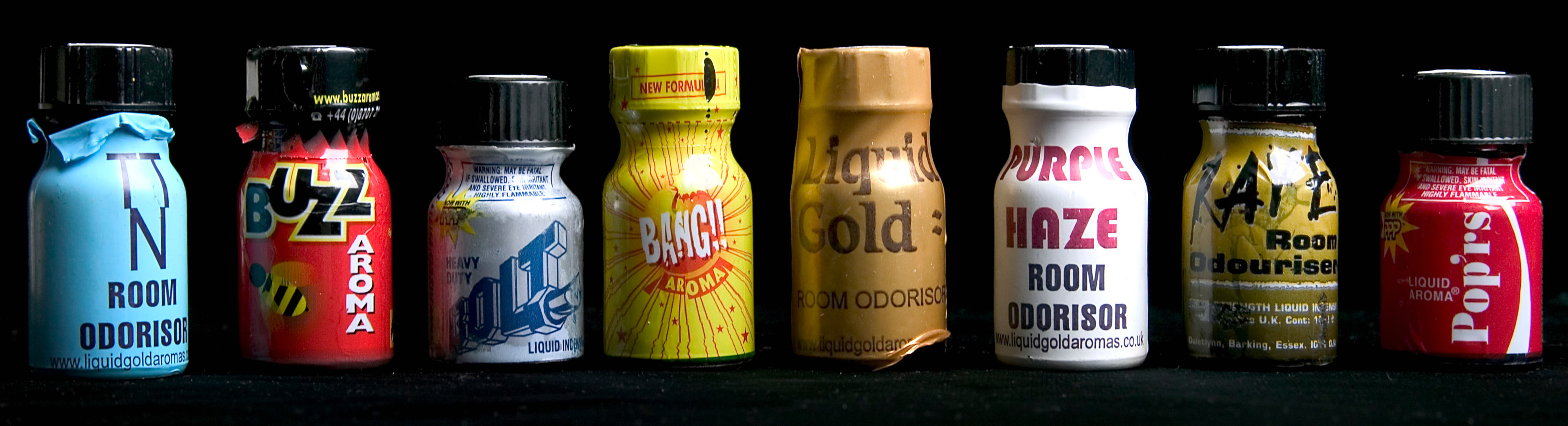
Una selección de poppers

La metanfetamina a menudo se usa recreativamente por sus efectos como un potente afrodisíaco, euforizante y estimulante. Se ha descrito además que «toda una subcultura conocida como party and play se basa en el uso de metanfetamina». Los hombres homosexuales que pertenecen a esta subcultura generalmente se encontrarán a través de sitios de citas en Internet para tener relaciones sexuales. En tales sitios, los hombres a menudo incluyen anotaciones como chems o PNP.  Dado que las drogas estimulantes como la metanfetamina retrasan drásticamente la necesidad de dormir, aumentan la excitación sexual y tienden a inhibir la eyaculación, los encuentros sexuales del sexdopaje pueden continuar durante muchas horas. 
La metanfetamina tomada en cantidades mayores a las prescritas o recomendadas prolongará los síntomas de intoxicación por hasta ocho horas. En algunos casos, estos encuentros sexuales a veces ocurren continuamente durante varios días junto con el uso repetido de metanfetamina. La metanfetamina se usa para crear euforia, «aumentar el apetito sexual» y aumentar la resistencia sexual. El choque luego del uso de metanfetamina de esta manera es muy frecuente, con marcada hipersomnia.
La ketamina es muy diferente de los principales medicamentos de quimioterapia, ya que es un alucinógeno disociativo que distorsiona las percepciones y crea una sensación de desprendimiento. La ketamina se usa en encuentros de chemsex para «mejorar la experiencia del coito anal receptivo o el fisting».
Un estudio de participantes de sauna en Barcelona, España, en 2016, encontró que las drogas más utilizadas en chemsex son «GHB/GBL, cocaína, éxtasis, barras de plata (MDMA), poppers y Viagra».
Un estudio de 2014 sobre el sexdopaje en Londres, Reino Unido, indicó que las drogas asociadas con esta práctica incluyen mefedrona, GHB/GBL, metanfetamina cristalina, ketamina y cocaína.
Las publicaciones en Internet de hombres que buscan experiencias de sexdopaje a menudo recurren a la jerga para identificar que droga están utilizando. Estas drogas tienden a inhibir la erección del pene, un fenómeno conocido por el término de la jerga como cristal penis o tweaker dick. En consecuencia, muchos hombres que participan en el sexdopaje usan medicamentos para la disfunción eréctil como sildenafilo, vardenafilo y tadalafil.
Para algunos participantes del sexdopaje, el uso de sustancias puede facilitar un proceso de «desconexión cognitiva» de los miedos y estipulaciones asociadas con el sexo en la era del sida. Los discursos populares de «desinhibición» proporcionan una coartada comúnmente aceptada para actividades que se realizan bajo la influencia de estimulantes.

## Riesgos
La misma pérdida de inhibiciones inducida por las drogas hace que los entusiastas del sexdopaje sean más vulnerables a amenazas más inmediatas, como el robo, la violación en una cita o el asalto o el asesinato, por parte de alguien con quien se encuentren para tener relaciones sexuales. Los hombres en la escena del chemsex han declarado que el consentimiento sexual no está claramente definido y puede haber una percepción de que se supone que cualquier persona en una reunión de party and play da su consentimiento.
El término party and play - and pay (fiesta y juego, y pago) ha surgido como una advertencia de que «la fiesta y el juego» pueden provocar daños neurológicos y dar lugar al sexo a pelo, práctica que aumenta las posibilidades de contraer VIH y de resistencia a los medicamentos contra el VIH.
El uso de metanfetamina cristalina o mefedrona para el chemsex se asocia con el «comportamiento sexual de alto riesgo ... con poca consideración a las consecuencias, poca adherencia a los ARV para el VIH, mal uso de condones, episodios prolongados de actividades sexuales (a menudo con traumatismo, como el fisting), que generalmente duran de dos a tres días, [y] múltiples parejas sexuales. Los hombres que tienen sexo con hombres en la escena del chemsex que se inyectan drogas tienden a usar “prácticas y conocimientos de inyección torpes”, lo que aumenta el riesgo de problemas de inyección. Además, dado que la mayor parte del chemsex se lleva a cabo en fiestas privadas en el hogar, es difícil para el personal de salud pública comunicarse con estos participantes para informarles sobre prácticas más seguras, en comparación con acercarse a hombres homosexuales en clubes nocturnos, a quienes los trabajadores de alcance pueden contactar».
La metanfetamina suprime la respuesta autónoma y puede causar llagas y abrasiones en la boca. Las heridas abiertas o las membranas mucosas dañadas pueden convertir los actos sexuales típicamente de bajo riesgo de VIH, como el sexo oral, en una actividad sexual de mucho mayor riesgo.

## Estadísticas
Según una investigación británica de 2006, los hombres que participan en el sexdopaje con metanfetamina, cocaína, MDMA y ketamina tienen el doble de probabilidades de tener relaciones sexuales sin protección (es decir, sexo sin usar condón). El estudio también encontró que hasta el 20% de los hombres homosexuales de los gimnasios del centro de Londres habían probado la metanfetamina, la droga más asociada con el sexdopaje.

## Historia y significación cultural

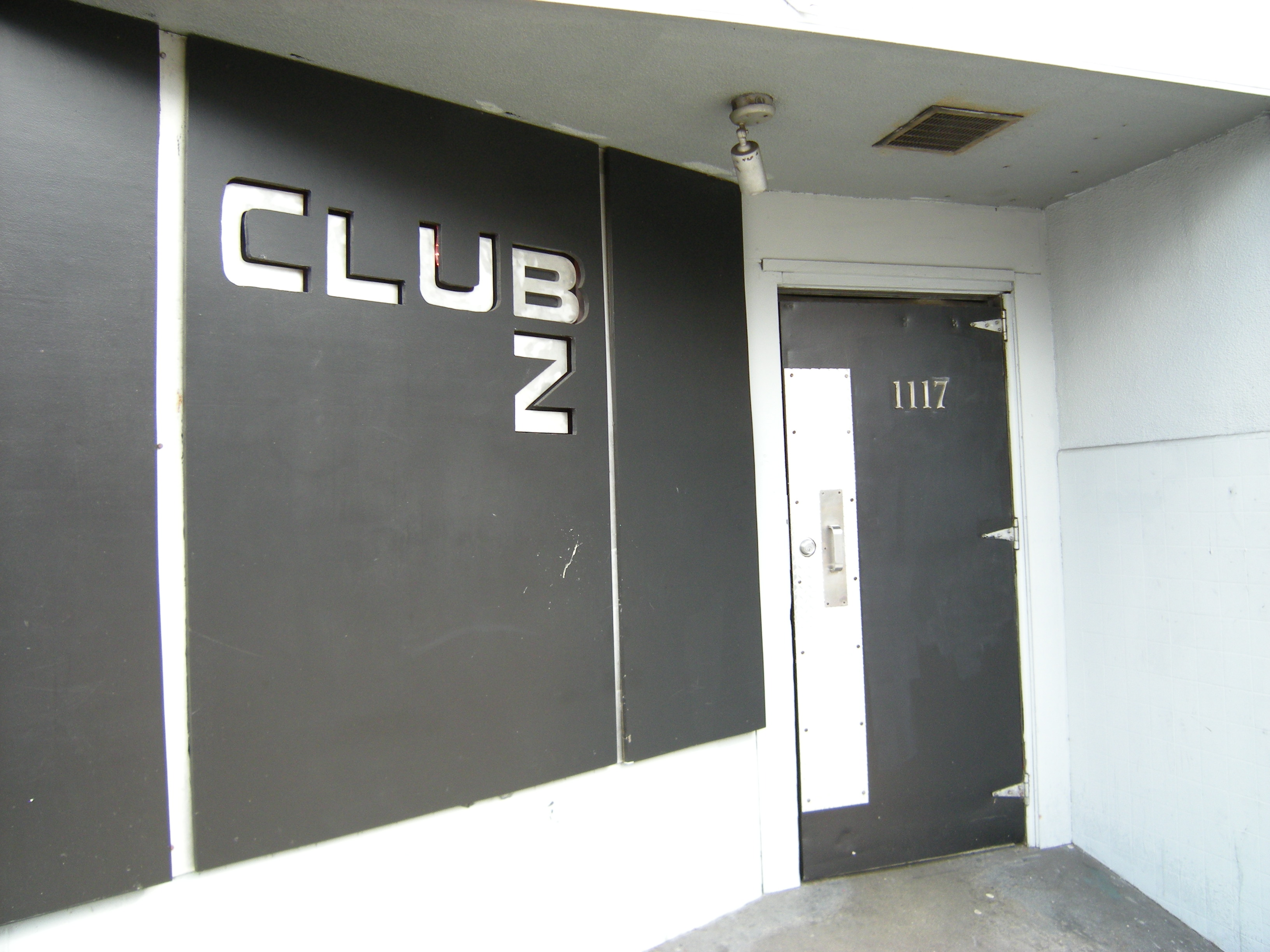
El party and play se ha asociado con la escena del sauna y los baños. La foto es la casa de baños del Club Z en Seattle.

Las subculturas del uso de drogas psicoactivas han existido durante mucho tiempo dentro de las comunidades homosexuales urbanas, desde la era disco y antes. Estas sustancias se han utilizado para bailar, socializar, celebrar comunas y otros fines. El auge de los sitios web en línea y las aplicaciones de ligue en la década de 1990 les dio a los hombres nuevas formas de navegar y conocer parejas sexuales, incluida la capacidad de organizar reuniones sexuales privadas en sus hogares.
Desde principios de la década de 2000, los lugares históricos de socialización homosexual, como bares, clubes y eventos de baile, se redujeron en número en respuesta a una variedad de factores, que incluyen la gentrificación, las leyes de zonificación, las restricciones de licencias y el mayor número de hombres sexualmente lábiles en el clóset o bajo influencia, y la creciente popularidad de las tecnologías digitales con fines sexuales y sociales.
En este contexto, el sexdopaje surgió como una forma alternativa de fiesta sexualizada que permitía a los participantes evitar el escrutinio público y la naturaleza potencialmente crítica del «espacio público». Las drogas recientemente populares como la metanfetamina y GHB/GBL reemplazaron a las drogas de baile como el éxtasis en este contexto.[cita requerida]
Si bien las sesiones de sexdopaje tienden a organizarse en torno al sexo, hay algunas pruebas de que pueden servir a una variedad de propósitos sociales para sus participantes, incluida la oportunidad de conocer a otros hombres homosexuales, hacerse amigos y participar en juegos eróticos y experimentación. En algunos casos, las sesiones de sexdopaje juegan un papel en la formación de redes sociales flojas que los participantes valoran y utilizan. Para otros hombres, el aumento de la dependencia de las aplicaciones de ligue y los sitios web para organizar el sexo puede dar lugar a una sensación de aislamiento que puede exacerbar el riesgo de dependencia de drogas, especialmente en el contexto de la falta de otros lugares para la socialización homosexual y la formación de la comunidad sexual.
Un estudio de 2008 encontró que un ambiente escolar positivo, así como el apoyo de sus padres, protegieron contra la depresión y el uso de drogas a los estudiantes LGB y en cuestionamiento.  Otro estudio de 2009 encontró que los jóvenes homosexuales, bisexuales y lesbianas que sufrieron un fuerte rechazo por parte de sus padres tenían una probabilidad 3.4 veces mayor de usar drogas ilegales, y una probabilidad 3.4 veces mayor de tener sexo sin protección en comparación con sus pares que tenían familias que los apoyaban.
Un estudio de 2014 descubrió que una de las razones clave para tomar drogas antes y durante las relaciones sexuales era aumentar la confianza sexual y reducir los sentimientos de duda, con respecto a los sentimientos de «homofobia internalizada» provocados por la sociedad, las preocupaciones sobre un diagnóstico de VIH o los «relacionados con la culpa a tener o desear sexo homosexual». Un tema clave de autoconfianza para los participantes del estudio fue la «imagen corporal», una preocupación que se intensificó por el enfoque en las aplicaciones de redes sociales en la apariencia, porque en estas aplicaciones, hay un enfoque en cuerpos masculinos idealizados que son «tonificados y musculosos». Los hombres también estaban ansiosos por su rendimiento sexual y, como tal, tomar drogas puede reducir estas ansiedades y permitirles disfrutar más del sexo.

## Crítica
Se ha observado que generalmente faltan datos confiables e investigaciones relevantes, y esta situación está generando un clima de pánico moral. En un artículo publicado por The Guardian, se ha argumentado que una información exagerada podría dar al público una impresión distorsionada de la magnitud de este fenómeno, y eso solo puede aumentar el nivel de ansiedad colectiva.

## Chemsexmás seguro
La clínica de salud sexual 56 Dean Street y otras organizaciones han hecho algunas recomendaciones para reducir los riesgos que conllevan estas prácticas. Estas incluyen:
1. Usar métodos de protección como condón junto con lubricante y profilaxis preexposición para el VIH.
2. Hacerse exámenes periódicamente para saber si se tiene VIH u otra infección de transmisión sexual.
3. Dejar claro desde el principio en qué actividades sexuales se va a participar y qué métodos de prevención se usarán.
4. Solo realizar estas actividades con alguien de confianza.
5. No compartir agujas o jeringas.
6. No dejarse inyectar por alguien más.
7. No participar en estas actividades por un tiempo prolongado.
8. No participar en estas actividades de manera frecuente.[29][30]